# Caramba
A Caramba egy svéd popzenei stúdióegyüttes volt az 1980-as évek elején.

## Az együttes története
Az együttes az ABBA több lemezén közreműködő, valamint jellegzetes hangzását kialakító Michael B.Tretow svéd producer egyik projektje, 1980 és 1983 között működtek. Egy albumot és három kislemezt jelentettek meg. A tagok valódi nevei nem ismertek, parodisztikus művészneveken szerepelnek. Az albumon különféle népek zenei stílusát utánozzák, humoros módon, diszkó stílusban. A dalszövegek az adott nép nyelvét utánzó, de értelem nélküli halandzsanyelven íródtak. Legismertebb daluk a Hubba Hubba Zoot Zoot, mely Habahaba Zuty Zuty közismert néven nálunk is népszerű volt, DJ Dali által, 1994-ben. Az együttes korszakában több pletyka is született, miszerint a tagok között többek között Ted Nugent, Björn Ulvaeus és Benny Andersson is megtalálható.

## A Caramba album dalai

### Az 1981-es eredeti kiadás
A. oldal
1. Ali Baba - 3:51
2. Spottnjik - 3:51 (orosz dalok)
3. Hubba Hubba Zoot Zoot - 3:23
4. Eine Feine - 3:43 (tiroli jódli és német slágerek)
5. Fido - 3:47 (kutyaugatás)

B. oldal
1. Aitho - 3:28 (japán slágerek)
2. Anna Kapoe - 4:17 (hawaii-i dalok)
3. Donna Maya - 3:07
4. Ahllo - 2:42 (ötvenes évek stílusa)
5. Carhumba - 3:37

### A 2011-es CD-változat dalai
1. Ali Baba
2. Spottnjik
3. Hubba Hubba Zoot Zoot
4. Parentzoe
5. Eine Feine
6. Fido
7. Aitho
8. Anna Kapoe
9. Donna Maya
10. Ahllo
11. Carhumba
12. Hare Christmes
13. Ralf & Rolf
14. Parentzoe

## A tagok
A tagok az albumon álnéven szerepelnek, hangszereik is az alábbi módon kerültek felsorolásra
- Carlos Ih Lura, ahllo
- Zoltan Zull, violotta
- Dr. Fritz Höfner, baribasso
- Tudor Ludor, batterie
- Abdullah Presley, tomba
- Zingo Allah, prutto
- Ihto Amin, paahuve
- Gaston El Ton Yon, pianissimo
- King Nam, a nam
- Clapton Combo, gitaronimo
- King Kong, tango
- Hazze Kamikaze, teknico del son
- Giorgio Martini, producto

- Recordeli pour Studio Garage De Garbage
- Picturella par Bengto Hoo
- Coloretta par cartong: Torsk Prod

## Kislemezek
- Hubba Hubba Zoot-Zoot (Single) / Donna Maya - Trash Records 1980
- Hare Christmes / Ali Baba 1981
- Carambas Jul (Single) Trash Records 1981
- Fedora (I'll Be Your Dawg) (Single) Billco Records 1983